# Chesterfield FC
A Chesterfield FC, teljes nevén Chesterfield Football Club egy angol labdarúgócsapat. A klubot 1867-ben alapították, jelenleg a negyedosztályban szerepel.
A csapat stadionja a B2net stadion, amely valamivel több, mint tízezer néző befogadására alkalmas. Előző stadionja a Saltergate volt, amit 2010-ben zártak be.
Bár a negyedik legrégebben alapított angol klub, történetük nagy részében inkább alacsonyabb osztályokban szerepelt. A klub legsikeresebb időszaka az 1990-es évekre esett, amikor harmadosztályú csapatként kupaelődöntőt játszhatott. Erre a Chesterfield előtt utoljára a Plymouth volt képes 1984-ben.

## Történelem
- 1867 - Megalakul a Chesterfield Town FC[1]
- 1884 - A klub beköltözik új stadionjába, a Saltergate-be[3]
- 1891 - Profi státusz[3]
- 1896-1897 - Midland League[3]
- 1899-1800 - Football League Division Two[3]
- 1909-1910 - Midland League, bajnok
- 1912-1913 - Midland League, második
- 1919 - A csapat felveszi a jelenleg használt Chesterfield FC nevet[3]
- 1919-1920 - Midland League, bajnok (2. győzelem)
- 1921-1922 - A harmadosztály alapító tagja
- 1930-1931 - Feljutás a másodosztályba
- 1935-1936 - Feljutás a másodosztálba
- 1939-1940 - A klub működésének felfüggesztése a második világháború miatt
- 1950-1951 - Kiesés a harmadosztályba
- 1960-1961 - Kiesés a negyedosztályba
- 1969-1970 - A negyedosztály győztese
- 1980-1981 - Angol-Skót Kupa-győztes
- 1982-1983 - Kiesés a negyedosztályba
- 1984-1985 - A negyedosztály győztese
- 1988-1989 - Kiesés a negyedosztályba
- 1989-1990 - Kvalifikálta magát a rájátszásba, de nem jutott fel
- 1996-1997 - Elődöntő a kupában
- 1999-2000 - Kiesés a negyedosztályba
- 2004-2005 - A Football League Division Two neve Football League One lett (harmadosztály)
- 2006-2007 - Kiesés a negyedosztályba

## Jelenlegi keret
2010. május 16. szerint.
| #  |       | Poszt | Név                          |
| -- | ----- | ----- | ---------------------------- |
| 1  | ENG   | K     | Tommy Lee                    |
| 3  | SCO   | V     | Gregor Robertson             |
| 4  | ENG   | V     | Jamie Lowry                  |
| 5  | Wales | V     | Robert Page                  |
| 7  | ENG   | KP    | Mark Allott                  |
| 8  | SCO   | KP    | Derek Niven                  |
| 9  | SCO   | CS    | Martin Gritton               |
| 14 | ENG   | CS    | Jack Lester                  |
| 15 | AUS   | V     | Aaron Downes                 |
| 16 | ENG   | V     | Ian Breckin (Csapatkapitány) |
| 19 | ENG   | CS    | Scott Boden                  |
| 20 | ENG   | KP    | Dan Gray                     |

| #  |         | Poszt | Név              |
| -- | ------- | ----- | ---------------- |
| 21 | ENG     | CS    | Jordan Bowery    |
| 23 | Wales   | K     | Mark Crossley    |
| 25 | ENG     | CS    | Drew Talbot      |
| 33 | ENG     | V     | Craig Clay       |
|    | Wales   | CS    | Craig Davies     |
|    | ENG     | KP    | Dwayne Mattis    |
|    | ENG     | KP    | Danny Whitaker   |
|    | Jamaica | V     | Simon Ford       |
|    | ENG     | KP    | Jimmy Adcock     |
|    | ENG     | V     | Ryan Granger     |
|    | ENG     | CS    | Tendayi Darwikwa |
|    | ENG     | V     | Chris Tingay     |

## Vezetőedzők
| | | |
| - E. Timmeus (1891–1895) - Gilbert Gillies (1895–1901) - E. Hind (1901–1902) - Jack Hoskin (1902–1906) - W. Furness (1906–1907) - George Swift (1907–1910) - G. Jones (1911–1913) - R. Weston (1913–1917) - T. Callaghan (1919) - J. Caffrey (1920–1922) - Harry Hadley (1922) - Harry Parkes (1922–1927) | - Alec Campbell (1927) - Teddy Davison (1927–1932) - Bill Harvey (1932–1938) - Norman Bullock (1938–1945) - Bob Brocklebank (1945–1948) - Bobby Marshall (1948–1952) - Ted Davison (1952–1958) - Duggie Livingstone (1958–1962) - Tony McShane (1962–1967) - Jimmy McGuigan (1967–1973) - Joe Shaw (1973–1976) - Arthur Cox (1976–1980) | - Frank Barlow (1980–1983) - John Duncan (1983–1987) - Kevin Randall (1987–1988) - Paul Hart (1988–1991) - Chris McMenemy (1991–1993) - John Duncan (1993–2000) - Nicky Law (2000–2002) - Dave Rushbury (2002–2003) - Roy McFarland (2003–2007) - Lee Richardson (2007–2009) - John Sheridan (2009-) |